# سد روشر
سد روشر (به لاتین: Râușor Dam) یک سد در رومانی است.